# 尊胤法親王 (靈元天皇子)
尊胤法親王（1715年4月6日—1740年1月24日），俗名榮貞，幼名悦宮，是日本江戶時代前期、中期的法親王，生父母是靈元天皇及松室敦子，東山天皇、有栖川宮職仁親王和作宮的異母兄弟。

## 履歷
享保四年（1719年）正月榮貞繼承知恩院，享保十二年（1727年）正月接受親王宣下，兩個月後就後得度，法號尊胤，享保十五年（1730年）九月敘二品。